# Rio Argenton
O rio Argenton é um rio que percorre o departamento de Deux-Sèvres, França. Tem 71 km de comprimento e drena uma bacia de 750 km2. É afluente do rio Thouet pela margem esquerda, e portanto sub-afluente do rio Loire. 
Corre na direção nordeste, passando pelas comunas de Le Pin, Nueil-les-Aubiers, Argenton-les-Vallées e Argenton-l'Église, confluindo com o rio Thouet perto de Saint-Martin-de-Sanzay.